# Asparuhovo, Varna
Asparuhovo (în bulgară Аспарухово) este un sat în comuna Dălgopol, regiunea Varna,  Bulgaria. 

## Demografie
Componența etnică a satului Asparuhovo
     Turci (3,62%)
     Bulgari (95,26%)
     Nicio identificare (1,1%)
     Altele (0%)
La recensământul din 2011, populația satului Asparuhovo era de 634 locuitori. Din punct de vedere etnic, majoritatea locuitorilor (95,26%) erau bulgari, cu o minoritate de turci (3,62%). Pentru 1,1% din locuitori nu este cunoscută apartenența etnică.